# Karolinška minuskula
Karolínška minúskula je pisava razvita kot pisni standard v Evropi tako, da bi bila latinica razpoznavna v več različnih območjih. Uporabljali so jo za časa Karla Velikega približno med letoma 800 in 1200. V karolinški minuskuli so v času karolinške renesanse zapisovali kodekse, poganska in krščanska besedila ter izobraževalna dela. Pisava se je razvila v gotico in so jo prenehali uporabljati. Karolinška minuskula je bila pregledna in lažje berljiva, vendar je bila precej potratna s prostorom. Gotico so začeli uporabljati zaradi varčevanja - ker so bile črke bolj stisnjene, so lahko na isti prostor spravili več besedila.

## Nastanek
Pisava se je razvila iz unciale in njene kurzivne različice, iz katerih so izšle različne celinske minuskulne pisave, kombinirane z značilnostmi »otoških« pisav, ki so bile v rabi v irskih in angleških samostanih. Karolinška minuskula se je delno razvila pod pokroviteljstvom Karla Velikega - odtod tudi njeno ime. Karel Veliki se je glede na navedke življenjepisca Einharda zelo zanimal za pridobivanje znanja:
Temptabat et scribere tabulasque et codicellos ad hoc in lecto sub cervicalibus circumferre solebat, ut, cum vacuum tempus esset, manum litteris effigiendis adsuesceret, sed parum successit labor praeposterus ac sero inchoatus.
Trudil se je tudi pisati. Pod blazino je hranil pisalne deščice in prazne liste, da bi v prostem času navajal svojo roko k oblikovanju črk. Ker ni začel dovolj zgodaj, ampak kasneje v življenju, je imel malo uspeha.
Čeprav Karel Veliki ni bil nikoli popolnoma pismen, je jasno razumel vrednost pismenosti in enotne pisave pri vodenju cesarstva.
Karel Veliki je poslal po angleškega učenjaka Alcuina iz Yorka, da bi vodil dvorno šolo in skriptorij v glavnem mestu Aachnu. Poskusi kultiviranja slabo berljivih merovinške in germanske ročne pisave so se začeli že pred Alcuinovim prihodom v Aachen, kjer je bil predstojnik od leta 782 do 796 z vmesnim dveletnim premorom. Nova minuskula se je najprej razširila iz Aachna, kasneje pa iz vplivnega skriptorija v Toursu v Franciji, kjer se je Alcuin »upokojil« kot opat.

## Značilnosti
Karolinška minuskula je bila razumljiva in enotna, okroglih in strogih oblik, ter nenazadnje lahko berljiva. Razumljive velike črke in prazni prostori med besedami, stvari, ki jih imamo danes za običajne, so v karolinški minuskuli postale standard, kar je bila posledica prizadevanj za dosego kulturne poenotene standardizacije v vsem frankovskem cesarstvu.
Vrednost standardizirane pisave je jasna vsakomur, ki je poskusil brati odlomek v germanski gotici. Pismenost se v nekatrih kulturnih okoljih zdi drugotnega pomena, ali celo slabost. Tradicionalne listine so na primer še naprej zapisovali v merovinški »arhivski« pisavi še dolgo po tem, ko so nastajala svetopisemska in klasična dela v minuskuli. Listine zapisane v krajevnem jeziku v gotščini ali anglosaščini, in ne v latinici, so imele tradicionalne krajevne pisave.
Karlolinška pisava je imela v splošnem manj ligatur kot drugi tedanji slogi pisav. Običajne so bile sicer: &, ae, rt, st in ct. Črka d se je po navadi pojavljala v uncialni obliki, z ascentom obrnjenim v levo, črka g pa je bila skoraj enaka kot v sodobni minuskulni črki in različna od prej običajnega uncialnega g. Ascenti so bili običajno 'kijasti' - pri vrhu so bili debelejši.
V zgodnjem obdobju pisave za časa vladanja Karla Velikega v poznem 8. in zgodnjem 9. stoletju so se v različnih pokrajinah še vedno pojavljale precej različne oblike črk. Uncialna oblika črke a se je v tem času v rokopisih še vedno uporabljala. Pojavljala so se ločila kot je na primer vprašaj v sočasni beneventani. Oblike črk pisave v 9. stoletju so imele manj razlik. Pojavljati so se začeli sodobni glifi kot sta na primer s in v z razliko od »dolgega s« (ſ) in u. Ascenti so bili proti odebeljenem vrhu oblikovani v trirobni klin. Razprostranjenost pisave je po 9. stoletju začela upadati. V 10. in 11. stoletju so bile ligature redke, ascenti pa so se začeli obračati proti desni in so bili zaključeni v obliki vilic. Pojavljati se je začela tudi črka w. Do 12. stoletja so karolinške črke postale bolj koničaste in zapisovali so jih bližje skupaj, manj berljivo kot v prejšnjih stoletjih. Istočasno se je začela pojavljati sodobna pika na i.

## Razširjenost
Nova pisava se je širila po Zahodni Evropi najbolj tam kjer je bil karolinški vpliv najmočnejši. V 10. stoletju so nastali brižinski spomeniki, prvi latinični zapis v slovanskem jeziku in najstarejši zapis v slovenščini. V Švici so karolinško minuskulo uporabljali v retskih in alemanskih minuskulnih tipih. Rokopisi v retski minuskuli imajo tanjše črke, ki spominjajo na otoško pisavo s črkama a in t, ter ligaturami kot je npr. ri, kar je podobno kot pri vizigotiki in beneventani. Alemanska minuskula, ki je bila v uporabi kratek čas v zgodnjem 9. stoletju, je po navadi večja in širša, ter večinoma navpična v primerjavi z nagnjenim retskim tipom. V Avstriji je bilo glavno središče karolinške minuskule Salzburg, v Nemčiji pa Fulda, Mainz in Würzburg. Nemška minuskula je bila okrogle oblike, zelo tanka in nagnjena proti desni. Vsebovala je tudi uncialne značilnosti, kot je na primer ascent črke d obrnjen v levo in navpične začetne črte pri m in n.
V severni Italiji so karolinško minuskulo uporabljali v samostanu pri Bobbiu v 9. stoletju. Zunaj območja vpliva Karla Velikega in njegovih naslednikov se je novi pisavi upirala rimska kurija. Ne glede na to se je v Rimu po 10. stoletju razvil tip romaneske. V Angliji in na Irskem pisave niso sprejeli vse do cerkvenih prenov v sredini 10. stoletja. V Španiji je preživela tradicionalna vizigotska pisava. Beneventana je preživela na ozemlju langobardske vojvodine Benevento skozi 13. stoletje, čeprav se je v južni Italiji pojavila tudi romaneska.

## Vloga v prenosu kulture
Učenjaki so med karolinško renesanso našli in v novo pisavo prenesli mnogo latinskih besedil, ki so bila v celoti pozabljena. Večina našega znanja klasične književnosti izhaja iz kopij skriptorijev Karla Velikega. Ohranilo se je prek 700 rokopisov v karolinški pisavi samo iz 8. in 9. stoletja. Čeprav je karolinško minuskulo nadomestila gotica, se je zdela humanistom zgodnje renesanse tako 'klasična', da so imeli karolinško minuskulo za izvirno latinsko pisavo in so prikrojili renesančno pisavo po njej. Na ta način se je prenesla v 15. stoletje k tiskarjem knjig, kot je na primer Manutius iz Benetk. V tem smislu tvori osnovo naših sodobnih vrst črk. 'Karolinška minuskula' je res tudi tip črk, ki približno ustreza zgodovinski pisavi, kjer so zmanjšane razlike v velikosti velikih črk, ukinjeni dolgi descenti ipd.